# Быков, Алексей Васильевич
Алексей Васильевич Быков (1 [14] октября 1915, дер. Быки, Вятская губерния — 17 июля 1989, Энгельс, Саратовская область) — красноармеец Рабоче-крестьянской Красной Армии, участник Великой Отечественной войны, Герой Советского Союза (1943).

## Биография
Алексей Быков родился 1 (14) октября 1915 года в деревне Быки в семье крестьянина. Окончил четыре класса начальной школы в деревне Домницы, после чего работал сначала в отцовском хозяйстве, затем в колхозе. В июне 1942 года Быков был призван на службу в Рабоче-крестьянскую Красную Армию. С сентября того же года — на фронтах Великой Отечественной войны, был сапёром 568-го стрелкового полка 149-й стрелковой дивизии 65-й армии Центрального фронта. Отличился во время битвы за Днепр.
В ночь с 15 на 16 октября 1943 года Быков провёл инженерную разведку восточного берега Днепра в районе посёлка Лоев Брагинского района Гомельской области Белорусской ССР и подготовил четыре лодки. Быков первым из десантной группы высадился на западный берег реки. Во время боёв на плацдарме лично уничтожил немецкий танк.
Указом Президиума Верховного Совета СССР от 30 октября 1943 года за «образцовое выполнение боевых заданий командования на фронте борьбы с немецкими захватчиками и проявленные при этом мужество и героизм» красноармеец Алексей Быков был удостоен высокого звания Героя Советского Союза с вручением ордена Ленина и медали «Золотая Звезда» за номером 1595.
В мае 1944 года был демобилизован по ранению, после чего вернулся на родину. Работал председателем колхоза, лесорубом. В 1951—1963 годах жил и работал в селе Залазна Омутнинского района. В 1964 году переехал в город Энгельс Саратовской области. Умер 17 июля 1989 года, похоронен в Энгельсе.
Был также награждён орденом Отечественной войны 1-й степени и рядом медалей.

## Комментарии
1. ↑  Деревня Быки (починок	Сысоя Быкова) в последующем входила в состав Домнинского сельсовета Советского района Кировской области; не сохранилась[1].